# Коутс, Альберт Карлович
А́льберт Ка́рлович Ко́утс (англ. Albert Coates; 23 апреля 1882, Санкт-Петербург — 11 декабря 1953, Кейптаун, Западно-Капская провинция) — русский и британский дирижёр и композитор.

## Биография
Его отец, Чарльз Томас Коутс, был управляющим русского отделения английской компании; мать, Мэри Энн Гибсон, родилась в России в семье англичан.
Учился в Ливерпульском университете, с 1902 года в Лейпцигской консерватории (класс виолончели Ю. Кленгеля, класс фортепиано Р. Тейхмюллера). Был ассистентом и учеником дирижёра Артура Никиша в оркестре «Гевандхауза». Дирижировал в оперных театрах разных немецких городов: в 1906—1908 годах в Эльберфельде, в 1908 году в Дрездене, в 1910 году в Мангейме.
В 1911—1917 годах был главным дирижёром Мариинского театра (впервые выступил в нём в 1907 году). Оперы под управлением Коутса в Петербурге — «Хованщина» и «Борис Годунов» М. П. Мусоргского (обе в 1911 году), «Сказка о царе Салтане» (1915) и «Сказание о невидимом граде Китеже и деве Февронии» (1918) Н. А. Римского-Корсакова с участием выдающихся русских певцов (в том числе Ф. И. Шаляпина) — имели большой общественный резонанс.
В 1914 году дебютировал в «Ковент-Гардене» (Лондон; дирижировал оперой «Тристан и Изольда» Р. Вагнера). После прихода большевиков к власти в России эмигрировал в Великобританию в апреле 1919 года. В 1919—1922 годах возглавлял Лондонский симфонический оркестр, с которым осуществил премьерные исполнения Второй симфонии Р. Воана-Уильямса (2-я ред., 1920) и сюиты «Планеты» Г. Холста (1920). В 1922—1925 годах был художественным руководителем Международного музыкального фестиваля в Лидсе (Великобритания). В 1920-е годы гастролировал по Европе и в СССР, где исполнял в том числе сочинения «эмигранта» С. В. Рахманинова. В 1923—1925 годах преподавал в Истменовской школе музыки и руководил (совместно с Ю. Гуссенсом) Рочестерским филармоническим оркестром. В 1931 году гастролировал в Немецкой государственной опере (Берлин), в 1935 году дирижировал Венским филармоническим оркестром.
С 1946 года жил в Южной Африке, руководил симфоническими оркестрами Йоханнесбурга и Кейптауна, преподавал в Кейптаунском университете, где ныне хранится большой архив Коутса.
Считается одним из крупнейших зарубежных интерпретаторов и пропагандистов русской музыки. Уже в 1921 году осуществил (с ЛСО) аудиозапись «Поэмы экстаза» А. Н. Скрябина. В 1926 году продирижировал зарубежной премьерой «Сказания о невидимом граде Китеже и деве Февронии» Н. А. Римского-Корсакова («Лисео», Барселона). Впервые в Великобритании дирижировал Четвёртым фортепианным концертом С. В. Рахманинова и Третьим фортепианным концертом С. С. Прокофьева (в обоих случаях солировали авторы сочинений). В 1930 году впервые осуществил аудиозапись Третьего фортепианного концерта С. В. Рахманинова (солист — В. С. Горовиц). Продолжал пропагандировать русскую музыку и в Южной Африке, где впервые (с местными симфоническими оркестрами) исполнял музыку А. К. Глазунова, А. Н. Скрябина, М. И. Глинки и других русских композиторов.
Также сочинял музыку. Среди его сочинений оперы «Samuel Pepys» и «Пиквик», концерт для фортепиано с оркестром, симфоническое стихотворение «Орёл» («The Eagle») памяти А. Никиша (премьера состоялась в Лидсе, 1925).